# Хуянхэ
Хуянхэ́ (кит. упр. 胡杨河, пиньинь Húyánghé) — городской уезд в Синьцзян-Уйгурском автономном районе КНР. Не входит ни в какие административные единицы, а подчиняется напрямую правительству автономного района.

## История
Эта местность входила в состав городского уезда Усу, её развитием занимались 128-й, 129-й и 130-й полки 7-й дивизии Синьцзянского производственно-строительного корпуса. Решением Госсовета КНР от 6 ноября 2019 года Хуянхэ был выделен из состава городского уезда Усу в отдельный городской уезд, подчинённый непосредственно правительству Синьцзян-Уйгурского автономного района.